# VMガス
VMガス (methyl-, S-(2-(diethylamino)ethyl) O-ethyl ester) とは化学兵器として開発された有機リン系の神経ガスである。有名なVXガスに類似した「V-シリーズ」の神経ガスである。